# کمکوه
کمکوه، روستایی از توابع بخش عقدا شهرستان اردکان در استان یزد ایران است.

## جمعیت
این روستا در دهستان نارستان قرار دارد و براساس سرشماری مرکز آمار ایران در سال ۱۳۸۵، جمعیت آن ۶۱ نفر (۲۰خانوار) بوده‌است.